# Европско аматерско првенство у боксу
Европско аматерско првенство у боксу је највише боксерско такмичење за аматере у Европи. Такмичења се одржавају у организацији ЕАБА (Европска боксерска аматерска асоцијација) врфовно босксерко тело у Европи за аматере.
Иако је бокс био у програму олимпијских игара од игара 1904.у Сент Луису где су учествовали само Американци, 1908 у Лондону где учествују само Британци, 1912 у Стокхолму није било јер је тада у Шведској бокс био забрањен. Тек у Анверсу 1920. у боксу први пут учествује више земаља. Пласман европских боксера на Играма у Паризу 1924. је узет као прво Европско аматерско првенство.
Прво посебно Европско првенство организовано је 1925. у Стокхолму. У почеку првенства су се одржавала у неправилном временском периоду, а од 1947. одржавају се сваке две године. Почело се са 6 категорија, а данас их има 11. Европска аматерска првенства у женској конкуренцији се одржавају од 2001, сваке друге године наизменично са мушкарцима.

## Европско аматерско првенство у боксу за мушкарце
| Година | Првенство                   | Домаћин, Држава                 | Датум             |
| ------ | --------------------------- | ------------------------------- | ----------------- |
| 1925   | I. Европско првенство       | Стокхолм, Шведска               | 5 — 7. мај        |
| 1927   | II. Европско првенство      | Берлин, Вајмарска Република     | 16 — 30. мај      |
| 1930   | III. Европско првенство     | Будимпешта, Мађарска            | 3 — 8. јун        |
| 1934   | IV. Европско првенство      | Будимпешта, Мађарска            | 11 — 15. април    |
| 1937   | V. Европско првенство       | Милано, Италија                 | 5 — 9. мај        |
| 1939   | VI. Европско првенство      | Даблин, Ирска                   | 18 — 22. април    |
| 1947   | VII. Европско првенство     | Даблин, Ирска                   | 12 — 17. мај      |
| 1949   | VIII. Европско првенство    | Осло, Норвешка                  | 13 — 18. јун      |
| 1951   | IX. Европско првенство      | Милано, Италија                 | 14 — 19. мај      |
| 1953   | X. Европско првенство       | Варшава, Пољска                 | 18 - 24 мај       |
| 1955   | XI. Европско првенство      | Западни Берлин, Западна Немачка | 27 мај - 5 јуни   |
| 1957   | XII. Европско првенство     | Праг, Чехословачка              | 25 мај - 2 јуни   |
| 1959   | XIII. Европско првенство    | Луцерн, Швајцарска              | 24 - 31 мај       |
| 1961   | XIV. Европско првенство     | Београд, Југославија            | 3 - 10 јуни       |
| 1963   | XV. Европско првенство      | Москва, СССР                    | 26 мај - 2 јуни   |
| 1965   | XVI. Европско првенство     | Источни Берлин, Источна Немачка | 21 - 29 мај       |
| 1967   | XVII. Европско првенство    | Рим, Италија                    | 25. мај - 2 јуни  |
| 1969   | XVIII. Европско првенство   | Букурешт, Румунија              | 31 мај - 8 јуни   |
| 1971   | XIX. Европско првенство     | Мадрид, Шпанија                 | 11 - 19 јуни      |
| 1973   | XX. Европско првенство      | Београд, Југославија            | 1 - 9 јун         |
| 1975   | XXI. Европско првенство     | Катовице, Пољска                | 1 - 9 јун         |
| 1977   | XXII. Европско првенство    | Хале, Источна Немачка           | 28 мај - 5 јун    |
| 1979   | XXIII. Европско првенство   | Колоњ, Западна Немачка          | 5 - 12 мај        |
| 1981   | XXIV. Европско првенство    | Тампере, Финска                 | 2 - 10 мај        |
| 1983   | XXV. Европско првенство     | Варна, Бугарска                 | 7 - 15 мај        |
| 1985   | XXVI. Европско првенство    | Будимпешта, Мађарска            | 25 мај - 2 јуни   |
| 1987   | XXVII. Европско првенство   | Торино, Италија                 | 30 мај - 7 јуни   |
| 1989   | XXVIII. Европско првенство  | Атина, Грчка                    | 29 мај - 3 јун    |
| 1991   | XXIX. Европско првенство    | Гетеборг, Шведска               | 7 - 12 мај        |
| 1993   | XXX. Европско првенство     | Бурса, Турска                   | 6 - 12 септембар  |
| 1996   | XXXI. Европско првенство    | Vejle, Данска                   | 30 март - 7 април |
| 1998   | XXXII. Европско првенство   | Минск, Белорусија               | 17 - 24 мај       |
| 2000   | XXXIII. Европско првенство  | Тампере, Финска                 | 13 - 21 мај       |
| 2002   | XXXIV. Европско првенство   | Перм, Русија                    | 12 - 21 јули      |
| 2004   | XXXV. Европско првенство    | Пула, Хрватска                  | 19 - 29 фебруар   |
| 2006   | XXXVI. Европско првенство   | Пловдив, Бугарска               | 13 - 23 јули      |
| 2008   | XXXVII. Европско првенство  | Ливерпул, Уједињено Краљевство  | 5 — 10 новембар   |
| 2010   | XXXVIII. Европско првенство | Москва, Русија                  | 4 — 13 јун        |
| 2011   | XXXIX. Европско првенство   | Анкара, Турска                  | 17 — 24 јун       |
| 2013   | XXXX. Европско првенство    | Минск, Белорусија               | 1 — 8 јун         |
| 2015   | XXXXI. Европско првенство   | Софија, Бугарска                | 6 — 15 август     |

## Европско аматерско првенство у боксу за жене
| Година | Првенство                | Домаћин, Држава                 | Датум              |
| ------ | ------------------------ | ------------------------------- | ------------------ |
| 2001   | I. Европско првенство    | Saint-Amand-les-Eaux, Француска | 10 — 14. април     |
| 2003   | II. Европско првенство   | Печуј, Мађарска                 | 11 — 17. мај       |
| 2004   | III. Европско првенство  | Ричоне, Италија                 | 3 — 10. октобар    |
| 2005   | IV. Европско првенство   | Тенсберг, Норвешка              | 8 — 15. мај        |
| 2006   | V. Европско првенство    | Варшава, Пољска                 | 3 — 10. септембар  |
| 2007   | VI. Европско првенство   | Вејле, Данска                   | 15 — 20. октобар   |
| 2009   | VII. Европско првенство  | Николајев, Украјина             | 15 — 20. септембар |
| 2011   | VIII. Европско првенство | Ротердам, Холандија             | 17 — 22 октобар    |
| 2014   | IX. Европско првенство   | Букурешт, Румунија              | 31 мај — 7 јун     |
| 2016   | X. Европско првенство    | Софија, Бугарска                | 14 — 24 новембар   |